# Mbankomo
Mbankomo es una comuna camerunesa perteneciente al departamento de Méfou-et-Akono de la región del Centro.
En 2005 tiene 20 305 habitantes, de los que 3429 viven en la capital comunal homónima.
Se ubica en la periferia suroccidental de la capital nacional Yaundé.
Mbankomo alberga el Centro de Deportes Académicos Mbankomo.

## Localidades
Comprende la ciudad de Mbankomo y las siguientes localidades:
- Abang
- Angala
- Angon I
- Angon II
- Angonga
- Badoumou
- Bibong Bidoum
- Bikolok Bikome I
- Binguela I
- Biyan
- Ebeba I
- Ebeba II
- Edibkombo
- Elig Essom-Mballa
- Elig Akeng
- Eloumdem I
- Eloumdem II
- Etilbibegue
- Kala
- Mbalngong
- Mbayengue I
- Mbongo
- Mefomo
- Mefou Assi
- Memvini
- Menyeng Adzap
- Messok I
- Mian
- Nden
- Nkadip
- Nkol Akono
- Nkol Ngok
- Nkol Ntsam
- Nkol Yegue I
- Nkol Yegue II
- Nkol-Menyengue
- Nkolmewouth
- Nkomekoui
- Nkong-Binguela
- Nkong Biyen
- Nkot Nkong
- Nkoumadzap
- Nomayos I
- Nomayos II
- Ntang
- Ntouessong II
- Okoa
- Okong
- Ongot
- Ossekoe
- Ossonkia
- Oveng
- Zoassel I
- Zoassel II
- Zoatoupsi